# 矮小金星蕨
矮小金星蕨（学名：Parathelypteris grammitoides）为金星蕨科金星蕨属下的一个种。

## 扩展阅读
- 維基物種上的相關：矮小金星蕨